# Winston Churchill (1871–1947)
Winston Churchill, född 10 november 1871 i Saint Louis, död 12 mars 1947, var en amerikansk författare.

## Biografi
Churchill debuterade 1898 och gjorde sig därefter känd genom en rad populära romaner, såsom Richard Carvel (1899), Coniston (1906), Mr. Crewe's career (1908), The inside of a cup (1913) med flera. De präglas av den tro på amerikansk demokrati och dess framtid, vars mest typiske representant var Theodore Roosevelt.

### Romaner
- Mr. Keegan's Elopement (1896) - endast utgiven i magasin och ej som bok
- The Celebrity (1898)
- Richard Carvel (1899)
- The Crisis (1901) (Den stora krisen: roman från det amerikanska befrielsekriget 1902, utgiven i 3 delar[6])
- Mr. Keegan's Elopement (1903)
- The Crossing (1904)
- Coniston (1906)
- Mr. Crewe's Career (1908)
- A Modern Chronicle (1910)
- The Inside of the Cup (1913)
- A Far Country (1915)
- The Dwelling-Place of Light (1917)